# Halone epiopsis
Halone epiopsis är en fjärilsart som beskrevs av Turner 1940. Halone epiopsis ingår i släktet Halone och familjen björnspinnare. Inga underarter finns listade i Catalogue of Life.